# Драгушени (Сату Маре)
Драгушени (рум. Drăgușeni) насеље је у Румунији у округу Сату Маре у општини Турулунг. Oпштина се налази на надморској висини од 129 m.

## Становништво
Према подацима из 2002. године у насељу је живело 1192 становника.

### Попис2002.
| Расподела становништва по националности 2002.‍ | Расподела становништва по националности 2002.‍ | Расподела становништва по националности 2002.‍ | Расподела становништва по националности 2002.‍ | Расподела становништва по националности 2002.‍ |
| --------------------------------------------- | --------------------------------------------- | --------------------------------------------- | --------------------------------------------- | --------------------------------------------- |
|                                               |                                               |                                               |                                               |                                               |
| Румуни                                        | Румуни                                        |                                               | 1.179                                         | 99,2%                                         |
| Мађари                                        | Мађари                                        |                                               | 10                                            | 0,8%                                          |